# (466) Tisiphone
(466) Tisiphone – planetoida z pasa głównego asteroid okrążająca Słońce w ciągu 6 lat i 58 dni w średniej odległości 3,36 j.a. Została odkryta 17 stycznia 1901 roku w Landessternwarte Heidelberg-Königstuhl w Heidelbergu przez Maxa Wolfa. Nazwa planetoidy pochodzi od Tyzyfone, jednej z erynii w mitologii greckiej. Przed jej nadaniem planetoida nosiła oznaczenie tymczasowe (466) 1901 FX.